# Lepidochrysops hawkeri
Lepidochrysops hawkeri är en fjärilsart som beskrevs av Talbot 1929. Lepidochrysops hawkeri ingår i släktet Lepidochrysops och familjen juvelvingar. Inga underarter finns listade i Catalogue of Life.